# Gênero não binário

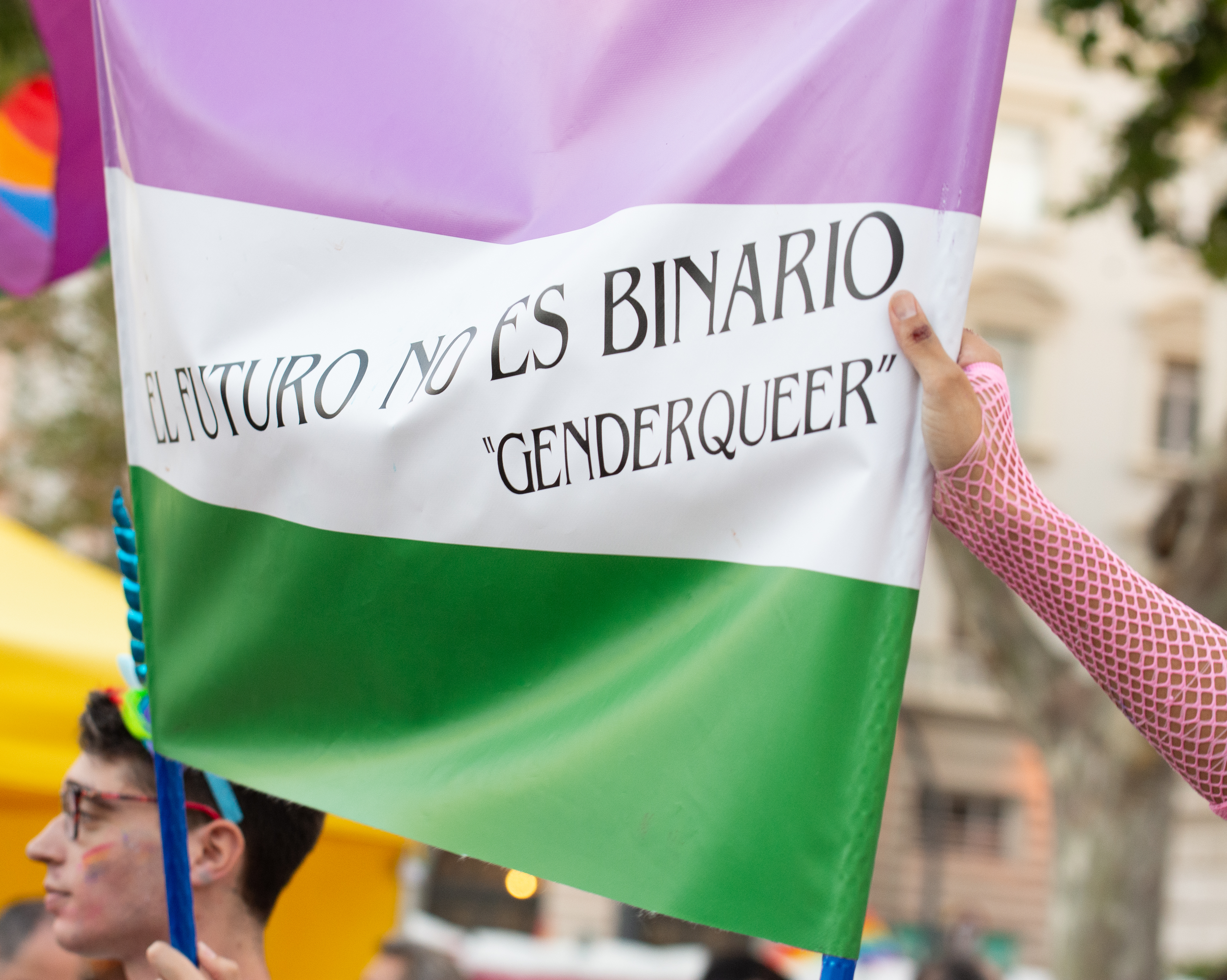
A bandeira genderqueer em Valência, escrita "o futuro não é binário" em castelhano

Bandeira da visibilidade não-binária

Símbolo de gênero não-binário, proposto como alternativa aos símbolos masculino (♂) e feminino (♀), com um asterisco no lugar das seta e cruz

Não-binaridade ou identidade não binária é um termo guarda-chuva para identidades de gênero que não são estritamente masculinas ou femininas, estando portanto fora do binário de gênero e da cisnormatividade. Academicamente, a não-binariedade costuma ser associada à inconformidade de gênero.
Dentro da sigla LGBTQIAPN+, a não binariedade é incluída na letra N, outras vezes no T, de transgênero, ou no sinal de mais (+).

## Algumas identidades

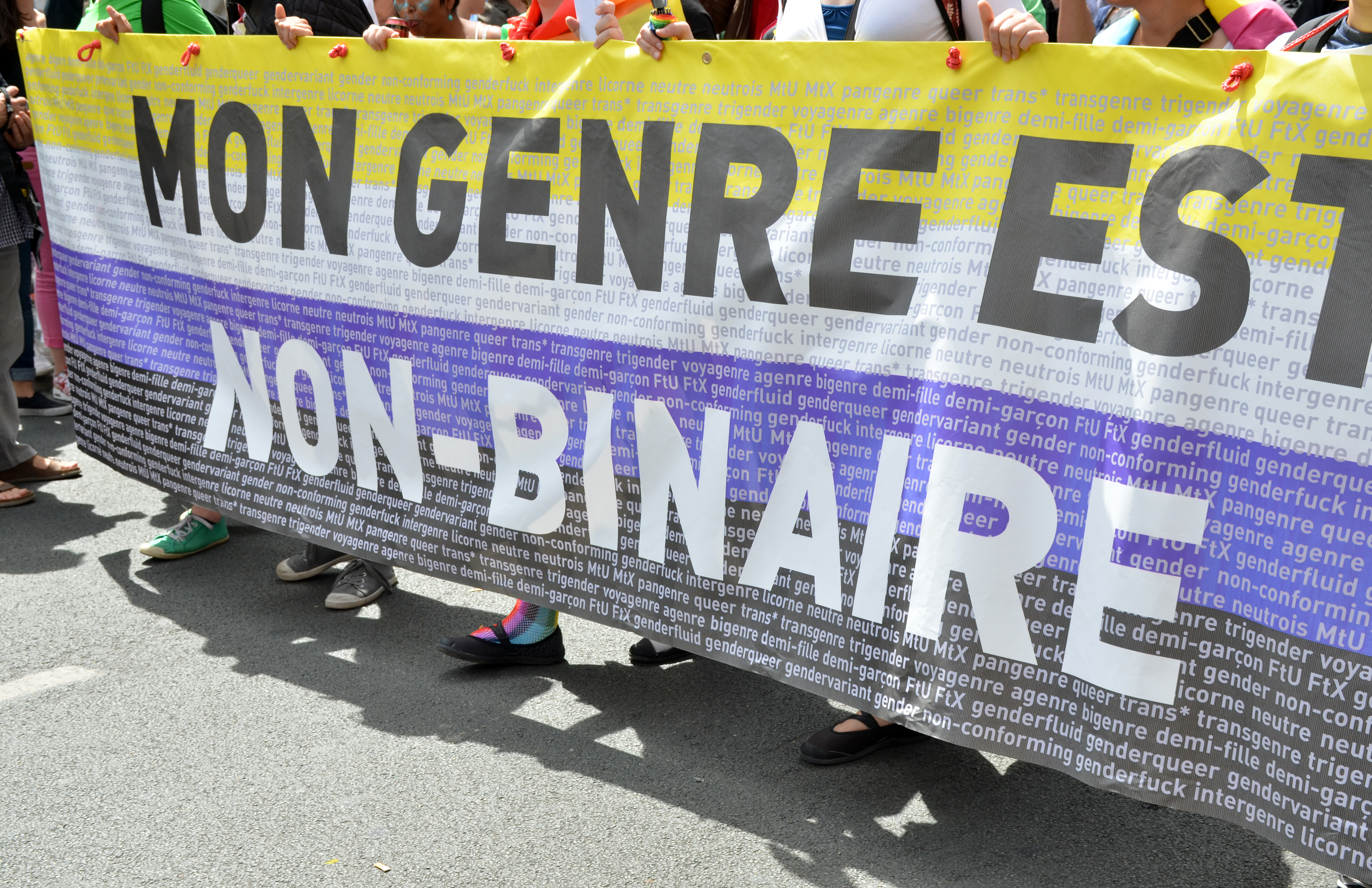
Uma bandeira do orgulho não-binário em um desfile em Paris dizendo "Mon genre est non-binaire'" (Meu gênero é não-binário)

Pessoas não binárias podem classificar a sua identidade de gênero de várias maneiras, entre as quais:
- Agênero (ausência total de gênero)[10]
- Neutrois (identidade de gênero neutra)[11]
- Bigênero (identidade de gênero dupla ou ambígua)[12]
- Poligênero (identidade de gênero plural ou múltipla)[13]
- Gênero-fluido (identidade de gênero fluida)[14]
- Intergênero (identidade de gênero identificada como interligada a uma variação intersexo)[15][16]
- Demigênero (identidade de gênero parcial)[17]
- Trigênero (identidade de gênero tripla)[18]
- Pangênero (identidade de gênero infinita)[19][20]

## Diferenças entre conceitos
A identidade de gênero não binária não tem qualquer correlação com alguém ser, ou não, intersexo.
O sexo biológico refere-se às características sexuais, primárias ou secundárias, sendo tipicamente identificado à nascença por médicos com base nos genitais independentemente da identidade de gênero que o bebê possa vir a ter. O sexo é classificado como endossexo (completamente masculino ou feminino), intersexo (entre o feminino e o masculino) ou altersexo (fora dessa dicotomia). Embora existam classificações mais alternativas, que tentam se desvencilhar das terminologias tradicionais, para não generizar o sexo entre "masculino" ou "feminino", levando em conta ductos de Müller e de Wolff, classificando pessoas em ovarianas, espermatogênicas, ovogênicas/ovulogênicas, predominantemente estrogênicas ou testosteronizadas/androgênicas, vulvarianas, testiculares, ovotesticulares (ou ambigonadais), microgaméticas e megagaméticas (ou macrogaméticas), que podem, ou não, ser intersexo.
A identidade de gênero é uma questão de autopercepção e não se prende com fatores externos. Uma pessoa pode ser cis ou transgênero. Sendo trans, pode identificar-se dentro do gênero binário (homenidade ou mulheridade) ou possuir uma identidade não-binária. Um estudo conduzido por The Trevor Project evidenciou que metade dos indivíduos não binários tem a transgeneridade como sua modalidade de gênero.
Expressão de gênero resulta de uma combinação entre comportamento social e maneirismos, com aparência (penteado, roupas…) interior ou exterior, e é geralmente encarada como feminina ou masculina. Considera-se que quem não exibe um alinhamento entre o que se considera feminino ou masculino é andrógino ou inconforme de gênero.

## Terminologias

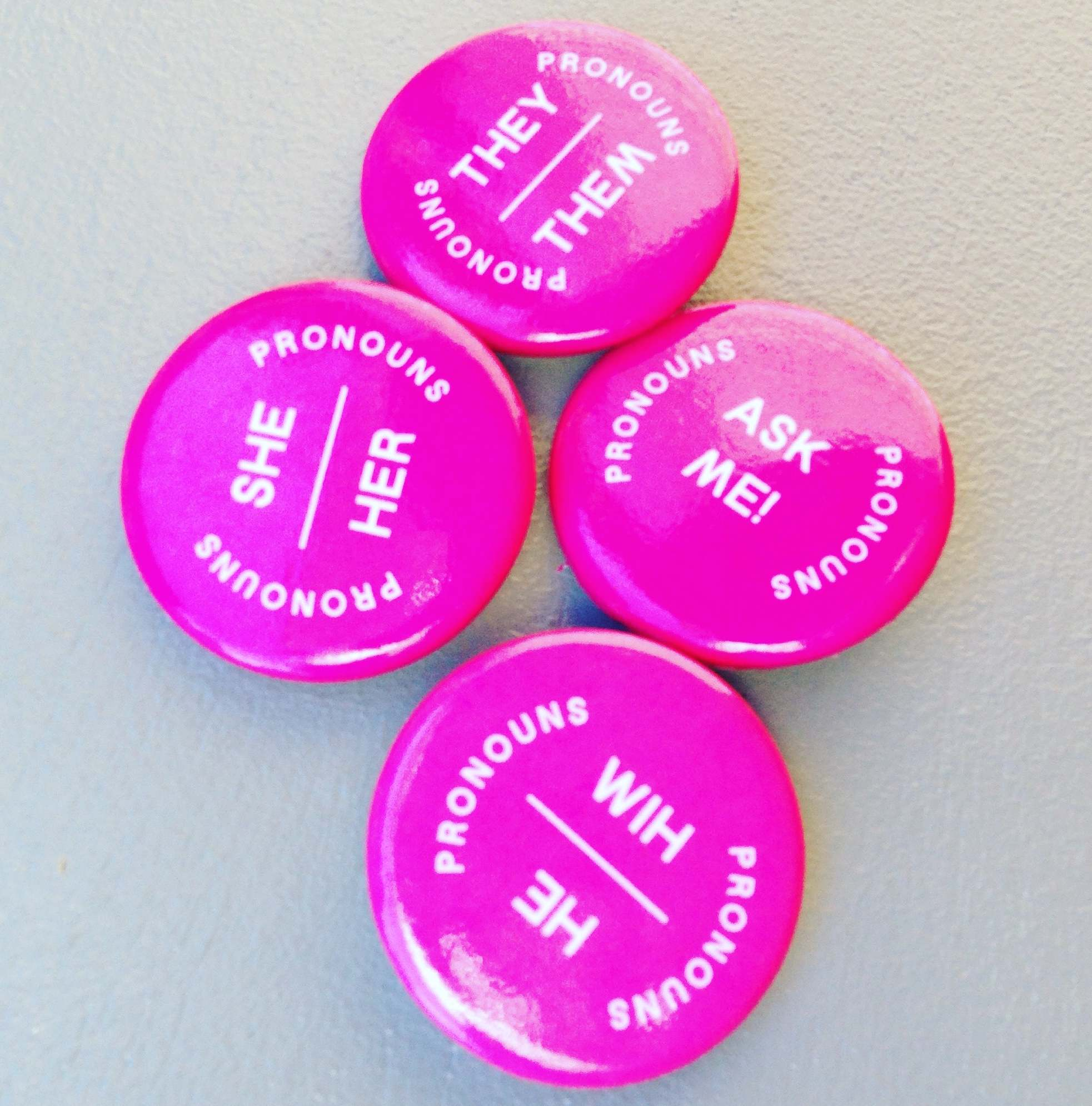
Bótons de pronomes de gênero de um festival de arte e tecnologia de 2016

Algumas pessoas não-binárias preferem utilizar pronomes neutros ou epicenos, em inglês são conhecidos o "they/them/their" singular, os neopronomes de Spivak, ‘‘E/Em/Eir’’, ou de Elverson, "ey/em/heir", ou outros criados na comunidade trans, como "ze/hir" ou ‘‘xe/xem/xyr" equivalentes, por exemplo, a elu/e, éli/i (inspirado no neopronome élle do espanhol) e ile/e propostos neolinguisticamente, em nosso idioma, enquanto há quem prefira os pronomes pessoais convencionais "ela" ou "ele", vistos que podem ser usados com uma concordância léxica mais simples. Muitos simpatizantes costumam usar terminações em "@" ou "x" (como el@s ou elxs), mas elas podem atrapalhar leitores de tela e outros tipos de software de acessibilidade. Há ainda pessoas não-binárias que preferem que sejam referidas por pronomes alternados, variando por exemplo entre "ele" e "ela" (chamados de rolling pronouns, ou ‘‘pronomes rotativos’’), outras preferem não usar nenhum pronome.
Muitas pessoas não binárias podem preferir o uso de uma linguagem neutra adicional para tratamento, tal como os títulos em inglês "Mx." ou "Mt." em vez de "Mr." ou "Ms." (e Mrs.), equivalentes a "Sre." e "Srte." (senhore ou senhorie e senhorite), versões neutras advindas de "sr(a)." e "srt(a)." (senhor/a ou v/s.a. de «vossa» senhoria), semelhantes também a dame e done, vindos de dama/damo e dom/dona. Fiuk, enquanto esteve no BBB21, disse uma vez preferir "senhore" a "senhor" ou "senhora".
Integrantes do movimento zapatista vêm empregando as sufixações de "oa" como, por exemplo, em otroa (outroa), unoa (umoa) e loa (o/a), especificamente para designar um gênero natural para pessoas não-binárias, em vez de apenas ser uma ambiguação de gênero.

### Identidades
O mito do andrógino, como uma classificação, vem de Platão através de o Simpósio, como uma categorização e, numa literal tradução, visando uma neolinguagem não sexista de gênero neutro ou epiceno: "macho", "fêmea" e "andrógine". O que ele referenciou nessas três categorias poderiam ser tanto sexualidades, orientações sexuais, identidades de gênero, sexo biológico (ou aspectos de sexo) e expressão de gênero na Era Contemporânea, pois não havia diferenciação dessas identidades, naqueles tempos. "Ginandromorfe" foi usado como um termo de gênero na década de 70. Deve-se notar que o ginandromorfismo não é observado na biologia como algo humano, mas sim animal. Porém a ginandromorfia pode ser obtida através da altersexualidade, numa espécie de transumanismo. Semelhante a androgynos, termo usado no judaísmo para se referir a variações corporais intersexo.
"[...] pois a natureza humana original não era como o presente, mas diferente. Os sexos não eram dois como são agora, mas originalmente três em número; havia homem, mulher e a união dos dois, tendo um nome correspondente a essa dupla natureza, que já existia de verdade, mas que agora está perdida, e a palavra "andrógino" é preservada apenas como um termo de censura[...]. Neste momento os sexos eram três, e como eu os descrevi; porque o sol, a lua e a terra são três; e o homem era originalmente o filho do sol, a mulher da terra e a mulher-homem da lua, que é composta de sol e terra. Terrível era sui poder e força, e os pensamentos de seus corações eram grandes!"
Androginia, no que tange a expressão de gênero, diz respeito a mescla das masculinidades e feminilidades ou, ainda, das efeminações e masculinizações (ou feminilização e virilização). Ginandria também é uma possível palavra, usada na botânica pra um uma planta hermafrodita ou, mais especificamente, monoecia, chamada de bissexuada. Note que a conceptualização de orientação sexual só veio no século XIX, sendo a separação de sexo e gênero possível no século XX com o conceito de transgênero, através do uso de Virginia Prince, uma travesti, que ajudou a popularizar o termo. Embora muitas vezes definida como uma ambiguidade ou ambivalência, ela não é uma dubiedade ou indefinição. A imaterialidade do gênero vem com o constructo dele.
Bigênero é identificação dupla, podendo ela ser estável ou fluida. Alguns indivíduos bigênero expressam duas identidades de gênero, distintas ou semelhantes, simultâneas ou não. Não é necessariamente dois gêneros inteiros, há também duplicidade de gênero. Demiagêneros, por exemplo, possuem um gênero parcialmente nulo ou ausente, dividindo sua identidade com agênero e outro gênero.
O gênero com que a pessoa gênero-fluido se identifica varia através do tempo: às vezes pode sentir-se cis, outras vezes trans binária, outras vezes trans não-binária, noutras identifica-se com vários gêneros, parcialmente, indefinidamente ou com nenhum. A velocidade com que o gênero muda varia de pessoa para pessoa, pode ser gradual, súbita, constantes, inconstantes, mensais, anuais ou diárias, podendo ser entre gêneros totalmente opostos. Além disso, gênero fluido não é uma mudança ou uma mistura de identidades, é uma identidade própria caracterizada pelas fluências de gênero, que não precisam necessariamente abranger todo o espectro de gênero.
 O gênero-fluxo, chamado de genderflux, se refere a mudança na intensidade de uma identidade, mas não uma mudança na identidade em si, podendo passar por estados negativos, positivos, neutros, ambíguos, nulos e mistos. Noutras palavras, tem a ver com às vezes se identificar completamente com algum desses aspectos, num outro período parcialmente e noutro possuir total ausência, por exemplo.

Apesar de tenderem a confundir-se agênero com neutrois e de várias pessoas aplicarem a si mesmas ambos os termos, implicam coisas diferentes. Primeiro é uma identificação-própria, relativamente aos gêneros binários, enquanto que o segundo associa-se à negação de uma identificação, certas vezes chamada de desidentificação.
Alguém neutrois identifica-se como sendo neutro em gênero. Pode ser diferente de não ter gênero, independente se é um gênero estático ou fluido. Não confundir com o gênero gramatical neutro. Agênero (ou gênero nulo) significa "sem gênero", a pessoa não se identifica com nenhum gênero.
Há conceitualizações, de acordo com perspectivas de outras pessoas do meio, de que neutro seria um equilíbrio entre todo o espectro de gênero ou uma expressão de indiferença perante o gênero, como na matemática do plano cartesiano, onde neutro seria representado por 0 (zero) e agênero por ∅ (conjunto vazio), sendo ambos permutáveis, dependendo da situação. Mas, em relação ao balanceamento, existe a possibilidade de fluir, ou oscilar, entre gêneros positivos e negativos, sendo eles seu(s) gênero(s) absoluto(s) e oposto(s), o equilíbrio uma ambivalência de gênero. Já as interpretações sobre a nulidade de gênero variam de pessoa para pessoa, mas nas descrições comuns, dá-se que é a rejeição para com a binariedade de gênero. Os gêneros não neutros são chamados de saturados. Dentro do espectro agênero, encontram-se outras identidades, como libragênero e níxique, que indicam algum tipo de conexão ou alinhamento com outro gênero ou grupo de gêneros.
 Demigênero ou semigênero implica uma conexão parcial em relação a um certo gênero, sendo um termo guarda-chuva que engloba, por exemplo, demiboy (semigaroto, semimenino, semiguri, demiguri, demimoço, semimoço, demi-homem, semi-homem, demimenino ou demigaroto, alguém que se identifica parcialmente com o gênero masculino) ou demigirl (semigarota, semimoça, demimoça, demimulher, semimulher, semiguria, demiguria, semimenina, demimenina ou demigarota, alguém que se identifica parcialmente com o gênero feminino).
 Poligênero ou pangênero é a identificação com vários gêneros ou todos os gêneros, dentro de sua cultura, experiência de vida, condição natural ou biopsicossocial e variação de neurotipo, simultaneamente ou fluindo, podendo haver um fluxo na intensidade ou não. Poligênero pode ser uma identidade múltipla e plural de gênero, semelhante a plurigênero e multigênero, abrangendo também pangênero. Poligênero pode ser muitas vezes intercalado com multigeneridade e plurigeneridade, sendo plurigênero mais especificamente uma experiência simultânea. Pangênero foi primariamente identificado como posse de todos os gêneros, sem levar em consideração os lugares de fala de alguém.
 Também chamada de maveriquinidade, veriquinidade e maverinidade, é uma identidade de gênero caracterizada pela autonomia e independência perante o gênero masculino e feminino, tendo a convicção interior de que não seja relacionado a ou derivado de nenhum dos dois gêneros binários, também não sendo uma ausência de gênero ou apatia para com ele ao mesmo tempo que também não é um gênero neutro. O gênero também é descrito como inortodoxo e fora do convencional, sendo um subtipo de aporagênero.
Esta identidade é vista como parte da não-binariedade, a bandeira maverique usa o amarelo, por ser a cor primária e fotológica dissidente das cores azul/ciano e rosa/vermelha, que traz o mesmo significado da bandeira não-binária, que seriam identidades de gênero totalmente fora do binário de gênero, outras vezes chamada de abinárias.
Muitas pessoas não binárias se reivindicam como transmasculinas ou transfemininas, dividindo suas identidades com homens trans, mulheres trans e travestis de gênero binário, sem necessariamente se identificarem como homem trans ou mulher trans, embora haja quem se denomine homem não binário ou mulher não binária também. Por exemplo, há personagens de Steven Universe que são mulheres não binárias.

 Xenogênero(pt-BR) ou xenogénero(pt-PT?) é um termo que se aplica a identidades que não se encaixam nas categorias tradicionais de gênero, descrevendo um tipo de gênero atípico e fora da compreensão humana comum. Pessoas que usam xenogêneros são melhor descritas por meio de seu relacionamento com outros seres ou conceitos, coisas que geralmente não têm a ver com gênero. Pessoas xenogênero podem ter gênero relacionado a plantas, alienígenas ou animais não-humanos, por exemplo, embora não necessariamente ligado a ser otherkin.
 Neurogênero(pt-BR) ou neurogénero(pt-PT?) é um termo, usado por algumas pessoas neurodivergentes, para alguém que tem sua experiência de gênero ligada com sua condição neurológica ou psicólógica. Um exemplo conhecido é autigênero, em que um autista tem sua vivência de gênero ligada ao autismo. Outra identidade conhecida é gendervague (em inglês:  gênero-vago).

### Orientação sexual e afetiva
Indivíduos não binários, assim como qualquer outra pessoa, podem ter qualquer orientação sexual, romântica ou platônica. A determinação das orientações varia de pessoa para pessoa. Muitos não querem usar neo ou microrrótulos, como onissexual e ceterossexual, outros preferem algo mais amplo e padrão, como multissexual e ambifilia. Além das alossexualidades, pessoas não binárias podem vivenciar a assexualidade e até mesmo a arromanticidade.
Um indivíduo não binário, assim como um binário, pode ser monossexual (atraído por apenas um gênero), sendo sua classificação divida entre ginessexual e androssexual, em vez de homossexual ou heterossexual. Contudo, sabendo que não-binariedade não é um gênero monólito, mas sim um termo guarda-chuva, há gays e lésbicas que se descrevem como não-binários, pois a desconexão para com os gêneros binários não deve ser necessariamente integral. Embora haja ativistas que argumentem que isso é uma rebinarização identitária, há também contra-argumentos afirmando uma própria desbinarização das homossexualidades e flexibilização de sua naturalidade. Também há quem use o termo sáfico como mais inclusivo que lésbica, ou víncico/vinciano, mais inclusivo que homem gay.
As orientações não heterossexuais são mais comuns entre pessoas não binárias, por se reconhecerem como parte de uma minoria sexual. Porém, raramente, há quem se veja como hétero, ou que sinta sua atração ser conformante ou hétero, alguns fazendo uso do neologismo "strayt" ou hétere. Um relacionamento que envolva, pelo menos, uma pessoa não binária, pode ser chamado de diamórico.

### Terceiro gênero
Terceiro gênero ou sexo, um termo usado por sociólogos e antropólogos, refere-se à variância de gênero ou de sexualidade dentro de uma cultura ou, pelo menos, conota as denominações categóricas ou classificações para com as inconformidades afetivas ou identitárias dentro de uma sociedade. Muitas vezes, há um quarto, quinto e até mais gêneros, além dos terceiros. Embora nem todas as culturas ou sociedades reconheçam tais espécimes de gêneros, algumas pessoas com as identidades abarcadas pelo termo sociológico e antropológico não consentem com o uso da terminologia para descrever suas vivências, pois acaba reduzindo, alheando (othering) ou estranhando as identificações intrapessoais de algumas pessoas numa tricotomia.
Dois-espíritos é um termo moderno e includente, criado através de uma conferência em 1990 de gays, lésbicas e transgêneros indígenas, substituindo o termo não nativo berdache, que era encarado como depreciativo, fazendo referência a tribos com papéis de gênero misturados. Usa-se o particípio two-spirited (bi-espiritualizade ou de dois espíritos), em inglês. Há outro relacionado, como tri-espíritos (tri spirits/-ed), pois dois-espíritos tem a ver com espiritar ou entrelaçar os dois gêneros ou sexos male e female (que muitas vezes traduzem-se como homem ou macho e mulher ou fêmea) numa pessoa só, tendo assim o espírito dos dois tradicionais, fazendo alusão ao híbrido, logo tri-espíritos também abarca uma terceira categoria dentro de si, dentro da perspectiva ocidentalizada e colonizada. Nem todas as pessoas de dois espíritos se veem como não-binárias, por mais que a identidade fuja da lógica binária, ela pode se referir a ameríndios ambisséxuos.
Yinyang ren é um termo usado para se referir a pessoas transgênero, intersexo, altersexo ou andróginas. Pode ser visto como depreciativo por alguns, pois invalida as subjetividades perante a mistura de feminino (yin) e masculino (yang) implicada por yinyang, algumas vezes traduzido como hermafrodita, porém é reivindicada por certas pessoas como uma identidade de gênero para si mesmas, como na Organização Internacional Intersexo Chinesa (Oii-Chinese) e o protagonista de O Sonho da Câmara Vermelha.
Bissu é um gênero na cultura buginesa, do sul da Indonésia. A sociedade de bugis reconhece cinco gêneros: oroane, makkunrai, calalai e calabai, muitas vezes levando bissu a ser visto como um quinto gênero. Esses gêneros são ainda reconhecidos por alguns bugis, especialmente aqueles que praticam a religião pré-islâmica da região. Muitas vezes, bissu é descrito como um metagênero ou gênero-transcendente, representando todos os aspectos de gênero combinados por inteiro. Muitos bissus, porém não todos, são intersexo. Bissus desempenham um papel importante nas cerimônias religiosas, agem como agentes sacerdotais, dão bênçãos, dão orientações e são vistos como intermediários entre o povo e os espíritos.

## História

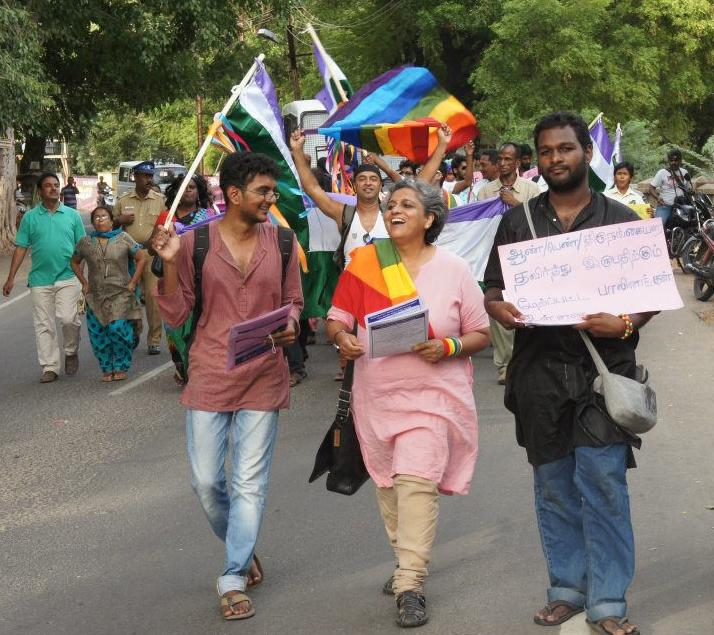
Anjali Gopalan e Gopi Shankar Madurai inauguram a primeira Parada do Orgulho Genderqueer da Ásia em Madurai com bandeiras arco-íris e genderqueer

A palavra genderqueer tem origem nos anos 1990, embora já havia referências pelo movimento queercore e as queer zines desde os anos 1980 e 1970, e começou por ser chamada pelo sintagma "Gender Queer", antes que se tornasse uma única palavra. O significado original era literalmente "queer gender", traduzido para português como "género estranho". Explicações apontam que genderqueer é usado como termo guarda-chuva para pessoas não cisgêneras, e inconforme de gênero sendo ainda mais abrangente que não binário.
O uso mais antigo da palavra é atribuído a Riki Anne Wilchins, ativista dos direitos LGBT+, que utilizou o conceito na primavera de 1995 na newsletter In Your Face. O termo se popularizou ainda mais após o documentário Gender Rebel, exibido pela Multishow em 2007.
Genderqueer foi uma das 56 opções de identidade de gênero adicionadas ao Facebook em fevereiro de 2014.
Em agosto de 1999, Monica Helms cria a bandeira do orgulho transgênero, nela ela inclui pessoas de gênero neutro ou indefinido, através da listra branca, representando também intersexuais e aqueles que estão transicionando.
Em hieróglifos egípcios é possível encontrar um terceiro género, sekhet (sḫt), além de tai para homem e hmt para mulher, muitas vezes traduzido como eunuco, entretanto tal tradução pode ser considerada incerta.
Muitas culturas e grupos étnicos adotaram conceitos de papéis tradicionais de gênero-variante, como os cinco gêneros na sociedade buginesa, por volta do século XVIII, hijra e dois-espíritos, por exemplo. Estas identidades eram comumente análogas a não-binariedade, como se não se classificassem na ideia ocidental de papéis binários de gênero.
Na tradição judaica rabínica, há identidades como androgynos (em hebraico: אנדרוגינוס; "andrógino") e tumtum (em hebraico: טומטום; "escondido") que, respectivamente, representam pessoas que, naturalmente, possuam ambas as características femininas e masculinas ou a ausência delas.
Em inglês e francês, respectivamente, há e havia a distinção de genre e gendre ou gender, sendo o primeiro para se referir a um gênero literário, musical ou de jogos eletrônicos, por exemplo. Gendre é a derivação regressiva de gender. Na tentativa de fazer uma palavra específica ou reivindicada, alguns usam gênere(s) em alguns momentos, semelhante ao uso de transvestigênere(s) e outras palavras sufixadas com -gênero, tornando-as adjetivas, parecida com o italiano genere. Quanto a forma adjetivada dessas palavras, certos linguistas argumentam que seja empregado -gênere e -genérico, como é o caso de congênere e interespecífico. Logo, frases como "pessoas bigênero" e "indivíduos pangêneros" se tornam "pessoas bigêneres" ou "bigenéricas" e "indivíduos pangêneres" ou "pangenéricos".
Em uma resolução de 2019, o Conselho Federal de Medicina, do Brasil, reconheceu outras expressões identitárias relacionadas à diversidade de gênero, como partes da incongruência de gênero.

## Bandeiras

A bandeira genderqueer

Criada por Marilyn Roxie em 2011, a bandeira de orgulho gênero-queer consiste em três listras horizontais e foi criada para complementar as atuais bandeiras de identidade de gênero e orientação sexual.
A listra roxa, mistura de azul e rosa (cores tradicionalmente associadas com homens e mulheres, respectivamente), representa a androginia e "queerness". O branco simboliza agênero, refletindo o uso de branco na bandeira trans para a identidade de gênero neutra, e o verde representa todos cuja identidade está fora do gênero binário.
Em 2013, Roxie clarificou que a semelhança entre as cores desta bandeira e a da Women's Social and Political Union, uma organização de sufrágio baseada no Reino Unido, não era intencional.
Em 2014, Kye Rowan criou a bandeira do orgulho não binário, com quatro listras nas cores amarelo, branco, roxo e preto-cinza. O amarelo representando gêneros totalmente fora da binariedade, branco, como cor fotológica, pessoas com vários ou todos os gêneros, roxo a multiplicidade e flexibilidade de gêneros, preto indivíduos com nenhum de gênero.

## Discriminação e estado legal

### Brasil

Mapa do reconhecimento jurídico da não binariedade no Brasil
Reconhecida por provimento
Reconhecida através de ação judicial
Sem reconhecimento

No passaporte brasileiro, há a identificação de sexo em três categorias: "M", "F" e "X". Para conseguir emitir um passaporte com o sexo "X", é preciso selecionar a opção "não especificado" ao solicitar novo passaporte no site da Divisão do Passaporte da Polícia Federal. A lei reconhece a identidade de gênero, sendo possível retificar os registros, como a certidão de nascimento, alterando nome e sexo, sem a precisar de laudos médicos ou procedimentos cirúrgicos, porém as categorias, a nível nacional, continuam sendo "masculino" e "feminino", havendo propostas legislativas para o reconhecimento do gênero neutro.
Em 2020, algumas pessoas, isoladamente, conseguiram ter uma opção degenerizada de sexo na certidão de nascimento. Em 2021, outras pessoas conseguem o reconhecimento registral de uma terceira opção de gênero, em certidões de nascimento por decisão da justiça. Um estudo publicado em 2021 pela Nature inferiu que 1,19% da população brasileira adulta é não binária.
No início de abril de 2022, em Rio de Janeiro, pessoas conseguem retificar seu gênero para "não binárie", usando neolinguagem. No mesmo mês, a Corregedoria Geral da Justiça de Rio Grande do Sul assegurou que pessoas não binárias alterem seu prenome e gênero em seu registro de nascimento, de acordo com sua identidade autopercebida, independentemente de autorização judicial, permitindo incluir a expressão "não-binária" no campo de sexo mediante solicitação do interessado a um cartório. Em maio de 2022, a Justiça da Bahia publica provimento que permite a inclusão de gênero "não binário" no registro civil. Paraná, Paraíba, Distrito Federal e Tocantins, em 2023, reconheceram a não binariedade.
Há precedentes também em São Paulo, Rondônia, Piauí e Maranhão.

### Outros países
Nas certidões de nascimento e noutros registros legais, alemães têm a opção "diverso" (em alemão:  divers) como categoria de gênero, após a corte decidir que as designações binárias são discriminatórias e violam as garantias de liberdade individual.
 Desde 2003 os cidadãos australianos podem escolher "X" como opção para marcar o seu gênero no passaporte. Em 2014, uma terceira categoria "não especificada" foi denominada pela Suprema Corte.
 Na Áustria, desde 2018, as pessoas intersexo têm o direito de se registrarem civilmente como pessoas não-binárias. Decisão baseada na Convenção Europeia de Direitos Humanos pelo Tribunal Constitucional da Áustria.
 Nos Estados Unidos, a maioria dos interrogados no questionário National Transgender Discrimination Survey escolheu a opção "Um gênero não listado aqui" (em inglês: Question 3 Gender Not Listed Here, Q3GNLH). Destes, 90% reportaram testemunhar preconceitos antitrans no local de trabalho e 43% reportaram ter tentado cometer suicídio.

Reconhecimento legal de identidades não binárias ou de terceiro gênero no mundo
Marcação de gênero não binário voluntária
Marcação de gênero não binário apenas para indivíduos intersexo
Procedimento padrão para pessoas de terceiro gênero
Procedimento padrão para indivíduos intersexo
Não há reconhecimento legal ou não há dados disponíveis

Em abril de 2022, o marcador de gênero "X" em passaportes se tornou disponível em passaportes para todos os cidadãos estadunidenses.
 No Japão, o "X-gênero" (em japonês:  Xジェンダー, transl. X-jendā) ou gênero-X é um terceiro género e identidade não binária conhecida como Xジェンダー, como alternativa ao "M" de masculino e "F" de feminino.

## Pessoas notáveis
- Angel Haze, rapper de origem norte-americana, identifica-se como indivíduo agênero, tendo revelado a sua identidade de gênero publicamente em Fevereiro de 2015. O seu pronome pessoal de escolha é o they singular, que, se traduzido, significaria algo como elu ou ile.[234]
- Ruby Rose, atriz, modelo e DJ australiana, identifica-se como gênero-fluido. O seu pronome pessoal de escolha é "ela" e o they singular.[235]
- Nico Tortorella, estadunidense que trabalha com modelagem e atuação, identifica-se como gênero fluido, tendo vindo a público como tal em 2016.
- Linn da Quebrada, atriz, cantora, compositora, travesti e ativista social brasileira. Ela se define como terrorista de gênero.[236]
- Indianarae Siqueira, ativista trans do Brasil, criou o termo transvestigênere e é uma das primeiras pessoas do Paraná a retificar sua certidão de nascimento para reconhecimento não binário.[237][238]
- 7Bello, também conhecido como Lázare, transmasculino ativista social, cantor, compositor, performer e modelo,[239] apresentou uma ideia legislativa que alcançou 20.258 apoios até abril de 2020 e resultou na Sugestão Legislativa (SUG) 4/2020.[240] A proposta defende a inclusão do gênero neutro nos documentos oficiais de identificação.[241][242][243]
- Matheusa Passareli, pessoa não-binária, estudante que foi assassinada aos 21 anos no Rio de Janeiro.[244][245]
- Jonathan Van Ness, pessoa não-binária, cabeleireira e personalidade de TV conhecido por seu papel na série Queer Eye, o seu pronome de escolha é "ele", mas também é indiferente ao uso de pronomes femininos e neutros.[246]
- Sam Smith, pessoa cantora-compositora britânica e não-binária, que venceu quatro Grammy Awards e usa o pronome singular they.[247]
- Lírio Negro [es], artivista alagoano, ex-coordenador da área não-binária da Aliança Nacional LGBTI+,[248][249] integrante do GRIT/ILGA Portugal, da Red No Binarie Latinoamérica, da Rede de Feminismo Interseccional ELLA e ex-vice-coordenador do IBRAT - Instituto Brasileiro de Transmasculinidades.[250]
- Demi Lovato, personalidade estadunidense que atua como artista de canto, composição e atuação. Em maio de 2021, Demi descreve ao público o uso de they singular.[251]
- Bryanna Nasck, youtuber, gamer e influenciadora digital brasileira.[252][253][254]
- Genesis P-Orridge, artista, poeta, cancionista e ocultista de origem inglesa, definindo seu gênero através do Projeto Pandrógeno (em inglês:  Pandrogeny Project.[255][256][257]
- Public Universal Friend, figura estadunidense dedicada à pregação religiosa, se definindo como sem gênero (genderless).[258][259]
- Emma Corrin, personalidade britânica e não-binária que trabalha como interpréte de artes cênicas. Em julho de 2021, Corrin adicionou they/them como pronome.[260]